# Korphålorna
Korphålorna är ett naturreservat i Ydre kommun i Östergötlands län.
Området är naturskyddat sedan 1998 och är 103 hektar stort. Reservatet omfattar en ravin med en bäck i botten ligger 3 km från Svinhults kyrkby på gården klockarp.
Det är lätt att hitta dit, finns skyltat från Svinhult mot Ydrefors. Reservatet består av granskog med tallar på höjderna. Ett par stadiga skor kan vara lämpligt att ha på sig.